# Los Cajones, Argentina
Los Cajones är en ort i Argentina.   Den ligger i provinsen San Luis, i den centrala delen av landet, 700 km väster om huvudstaden Buenos Aires. Los Cajones ligger 448 meter över havet och antalet invånare är 431.
Terrängen runt Los Cajones är huvudsakligen platt, men söderut är den kuperad. Närmaste större samhälle är Villa Dolores, 19,2 km nordost om Los Cajones.
Omgivningarna runt Los Cajones är i huvudsak ett öppet busklandskap. Runt Los Cajones är det glesbefolkat, med 11 invånare per kvadratkilometer.